# Botsingstheorie
De botsingstheorie is een theorie die kwantitatief verklaart hoe chemische reacties plaatsvinden en waarom verschillende reacties verschillende reactiesnelheden hebben. De theorie is gebaseerd op het idee dat moleculen met elkaar moeten botsen om te reageren, maar dat deze botsing ook met voldoende energie moet plaatsvinden. De energie die een botsing noodzakelijk moet aanbrengen om oude bindingen te breken en nieuwe te vormen wordt de activeringsenergie genoemd. Slechts een beperkt aantal moleculen beweegt snel genoeg om voldoende energie te hebben, de reagerende deeltjes moeten dan ook nog eens met elkaar in botsing komen, en moeten ook met de juiste oriëntatie tegen elkaar botsen.
Deze factoren kunnen alleen wiskundig beschreven worden, en door vergelijking met experimentele resultaten is het mogelijk om deze vanuit de theorie te verklaren.

## Wiskundige beschrijving

### Botsingsfrequentie
In al wat volgt wordt volgende hypothetische reactie besproken:
A + B → producten
Er wordt aangenomen dat de reactie in één stap plaatsvindt. Het is evident dat het aantal botsingen recht evenredig is met zowel de concentratie van A als B.
Verder zal de snelheid waarmee de deeltjes bewegen een rol spelen, deeltjes die sneller bewegen zullen ook meer botsen. Uit de fysica volgt dat twee deeltjes die bewegen kunnen worden beschreven als één deeltje met als massa de gereduceerde massa van de twee deeltjes, en beweegt met een snelheid cAB ten opzichte van het massamiddelpunt van A en B.
Combinatie van al deze factoren levert dan:
{\displaystyle {\textrm {Botsingsfrequentie}}=\sigma _{AB}\,N_{A}^{2}\,c_{AB}\,[A][B]}
Door combinatie met de uitdrukking van de gemiddelde snelheid van A en B voorspeld door de kinetische gastheorie krijgt men.
{\displaystyle {\textrm {Botsingsfrequentie}}=\sigma _{AB}\,N_{A}^{2}\,{\sqrt {\dfrac {8k_{B}T}{\pi \mu _{AB}}}}\,[A][B]}
met
- {\displaystyle \displaystyle \sigma _{AB}} : De werkzame doorsnede van A en B. Dit is een maat voor de waarschijnlijkheid van een botsing, en vervult hier ook de rol van een soort evenredigheidsconstante.
- {\displaystyle \displaystyle N_{A}} : het getal van Avogadro
- {\displaystyle \displaystyle k_{B}} : de Boltzmannconstante
- {\displaystyle \displaystyle T} : de absolute temperatuur
- {\displaystyle \displaystyle \mu _{AB}} : de gereduceerde massa van A en B
- [A] en [B]: de concentraties van A resp. B

Dit wordt ook weleens kort genoteerd als
{\displaystyle {\textrm {Botsingsfrequentie}}=Z\,[A][B]}

### Effectieve botsingen
De botsingsfrequentie in een reactiemengsel is echter nog niet direct de reactiesnelheid. Niet alle botsingen tussen A en B zijn namelijk effectief. A en B kunnen misschien wel botsen, maar met de verkeerde oriëntatie (in een SN2-reactie moet een nucleofiel bijvoorbeeld langs de andere kant dan waar de leaving group zit botsen). Ook kan de botsing wel doorgaan, maar is de energie aangebracht door de botsing onvoldoende om de reactie ook te laten doorgaan. Botsingen waarbij de moleculen na botsing ongewijzigd zijn gebleven zijn elastische botsingen. Uit de Maxwell-Boltzmann-verdeling kan men afleiden dat de fractie deeltjes met voldoende energie om te reageren gelijk is aan
{\displaystyle e^{-{\frac {E_{a}}{k_{B}T}}}}.
De reactiesnelheid wordt dan uitgedrukt als:
{\displaystyle v=Z\,P\,[A][B]\,e^{-{\frac {E_{a}}{RT}}}}
met
- {\displaystyle \displaystyle Z} : de maat voor botsingsfrequentie
- {\displaystyle \displaystyle P} : de sterische factor, een maat voor de fractie botsingen met juiste oriëntatie. Deze is gelijk aan het quotiënt van de gemeten frequentiefactor A en de theoretische Z.
- {\displaystyle \displaystyle E_{a}} : de activeringsenergie
- {\displaystyle \displaystyle R} : de gasconstante

### Vergelijking met praktijk
Algemeen kan een reactiesnelheid worden uitgedrukt als
{\displaystyle v=k\,[A][B]}
Volgens de empirische vergelijking van Arrhenius kan de reactiesnelheidsconstante k worden uitgedrukt als
{\displaystyle k=Ae^{-{\frac {E_{a}}{RT}}}}
Als A = ZP komt de theoretisch gevonden uitdrukking uit de botsingstheorie overeen met de experimenteel gevonden uitdrukking. De enige afwijking is dat de factor A in de vergelijking van Arrhenius onafhankelijk is van de temperatuur, terwijl deze volgens de botsingstheorie afhankelijk is van de snelheid van de deeltjes, die dan weer afhangt van de temperatuur. Relatief zal de bijdrage van de temperatuur aan A ten opzichte van die in de exponentiële factor dusdanig klein zijn dat deze experimenteel bijna niet te meten is.

## Invloeden op reactiesnelheid
Aan de hand van de inzichten uit de botsingstheorie kan men verklaren waarom en hoe verschillende factoren de reactiesnelheid kunnen beïnvloeden.
- Verhoging van de concentratie: Wanneer er in een reactie meer deeltjes aanwezig zijn zal de botsingsfrequentie verhogen, en zullen er dus ook meer effectieve botsingen plaatsvinden.

- Toevoeging van een katalysator: Een katalysator is een stof die de snelheid van een bepaalde chemische reactie beïnvloedt zonder zelf verbruikt te worden. De werking van een katalysator berust op het feit dat er eigenlijk een andere reactie plaatsvindt. In plaats dat er wordt geprobeerd de reactie direct plaats te laten vinden, worden er (andere) tussenproducten gevormd, waarbij de individuele energiebarrières lager zijn dan de oorspronkelijke.

- Verhoging van de temperatuur: Bij een verhoogde temperatuur zal een grotere fractie moleculen voldoende energie bezitten om een effectieve botsing te kunnen ondergaan. De deeltjes zullen ook sneller bewegen en dus meer botsen, maar zoals hierboven vermeld is het feit dat ze meer energie bezitten (de exponentiële factor) een stuk belangrijker dan hun snelheid (een factor onder een wortel).

- Verhoging van de verdelingsgraad: Wanneer moleculen in staat zijn om sneller en vrijer te bewegen zullen er ook meer botsingen plaatsvinden.